# Герб Краматорська
Герб Крамато́рська — офіційний символ міста Краматорська, затверджений 24 вересня 2008 року міською радою №21/V-3.
Автори герба: Гречило Андрій Богданович (місто Львів, голова Українського геральдичного товариства); Коцаренко Володимир Федорович (місто Краматорськ, краєзнавець).

## Опис
У синьому полі щита золота шестерня, в якій золоті силуети двох кауперів, заводської труби та домни; у золотій главі три зелені кленові листки.
Щит вписано в декоративний картуш, увінчаний срібною міською короною. Під картушем покладені навхрест срібні кирка та кайло, перевиті жовто-синьо-жовтою стрічкою з золотим написом «КРАМАТОРСЬК».

## Символізм
Золота глава — багатство, сила, вірність, постійність.
Синє поле — слава, честь.
Три зелені кленові листки уособлюють Краматорськ як місто-сад.
Шестерня, каупери, заводська труба та домна символізують доленосні для розвитку міста галузі промисловості — машинобудування та металургію.
Кирка та кайло вказують, що місто виникло завдяки будівництву Курсько-Харківсько-Азовської залізниці й є важливим промисловим центром.

## Історія

### Перший проєкт
Згідно з постановою спільного бюро обкому Компартії України та виконкому обласної ради № 64 "Про герби міст та районів Донецької області" від 31 січня 1967 року, документ оголошував у Донецьку, Жданові та Краматорську конкурси "на створення постійної емблеми, сучасного герба".
Перша гербова емблема Краматорська виникла ще до затвердження офіційного герба. 1968 року було випущено буклет "Краматорську 100 років", на задньому боці обкладинки якого вже було зображено проєкт герба. Колір щита - малиновий, колір елементів - лазуровий.
Було випущено пам'ятну медаль до 100-річчя утворення міста. Автор емблеми – художник Петро Федорович Дьяченко.

### Перший герб

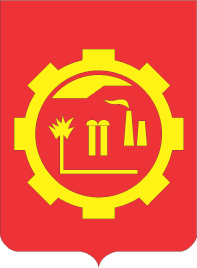
Герб Краматорська 1970 року

5 серпня 1970 року рішенням № 346 виконавчого комітету Краматорської міської Ради депутатів «Про затвердження герба міста Краматорська» було завтерджено перший герб міста. Проєкт ґрунутувався на емблемі від 1968 року авторства Петра Дяченко.
"Герб міста є щитом, на тлі якого велика шестерня – уособлення міста машинобудування, а всередині неї силуети: кауперів, заводських труб – міста металургів; крейдяної гори – сировини цементної промисловості; дерева, підкресленого прямою – місто-сад із рівними вулицями та майданами".
Рішення підписане головою виконкому П. Мостовим. У положенні про герб записано:
«Герб міста Краматорська— це символічне втілення в художній формі славних традицій міста та характеру основного виробництва. Герб затверджує комуністичні ідеали досягнення радянської влади в розвиток індустрії міста машинобудівників. Розкриваються ці ідеали простими, лаконічними й узагальненими засобами зображення».

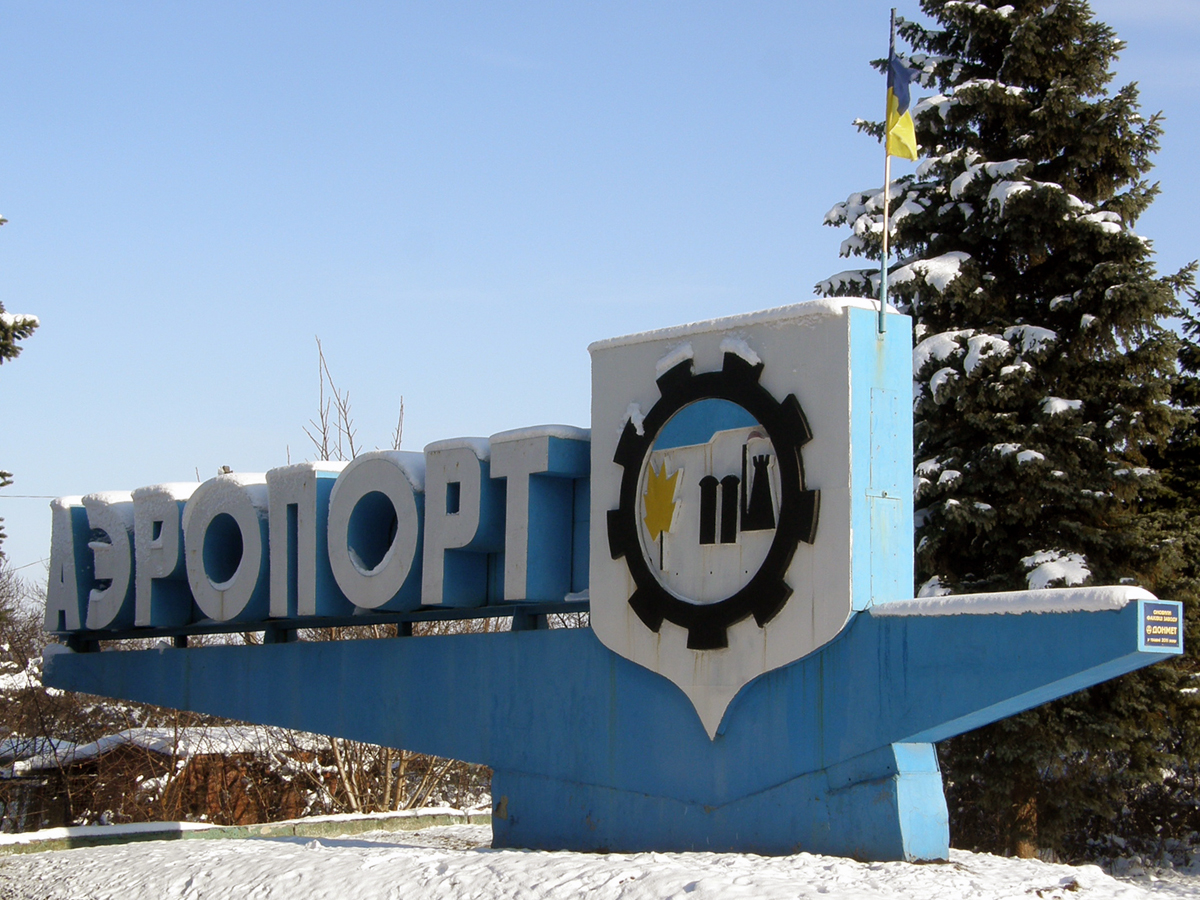
Стела краматорського аеропорту

Колір щита змінився на червоний, а колір елементів на золотий. Відомі також й інші кольорові варіанти герба, як на в'їзній стелі Краматорська, або стелі Аеропорт.

### Конкурс
12 листопада 2007 року міський голова Краматорська Геннадій Костюков оголосив конкурс на найкращий варіант нових символів міста.
9 квітня 2008 року відбулося засідання конкурсної комісії. На конкурс надійшло 4 варіанти нового герба.
- Інженера НКМЗ, Володимира Іванова;
- Художника-оформлювача Сергія Супруна;
- Інженера НКМЗ Автанділа Стуруа;
- Краєзнавця Володимира Коцаренка та геральдиста Андрія Гречила.

Переможцем конкурсу став проєкт Володимира Коцаренка та Андрія Гречила із зображенням Святої Катерини й фасаду Палацу культури й техніки НКМЗ. Але на розгляд міської ради комісія рекомендувала винести змінений варіант без Святої Катерини, а згодом і взагалі затвердили старий радянський герб в інших кольорах.

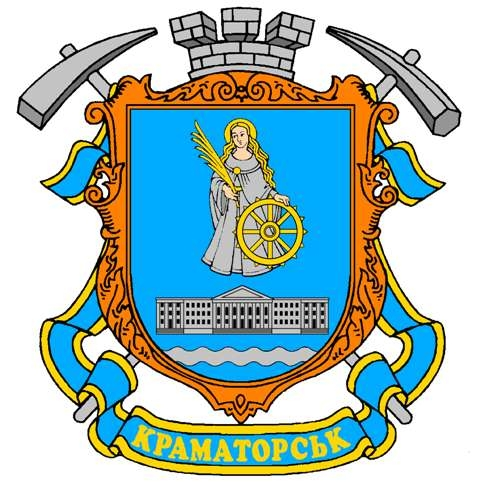
Проєкт Володимира Коцаренка та Андрія Гречила
Проєкт Автанділа Стуруа
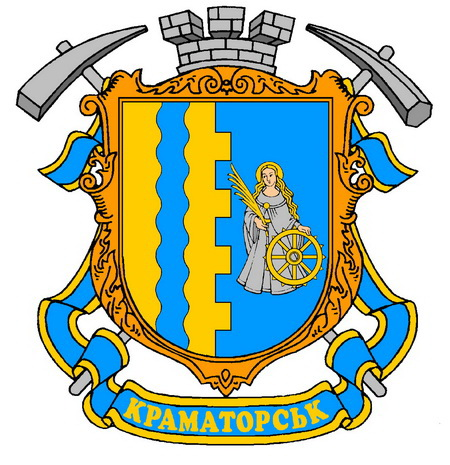
Спільний проєкт Володимира Іванова, Володимира Коцаренка та Андрія Гречила

Малий герб Краматорська

### Сучасний герб
Рішенням Краматорської міської Ради від 24 вересня 2008 року №21/V-3 було затверджено інший варіант герба.
Середній герб міста позбавлений кирок та стрічки. Малий герб використовується без картуша та корони.

## Використання герба

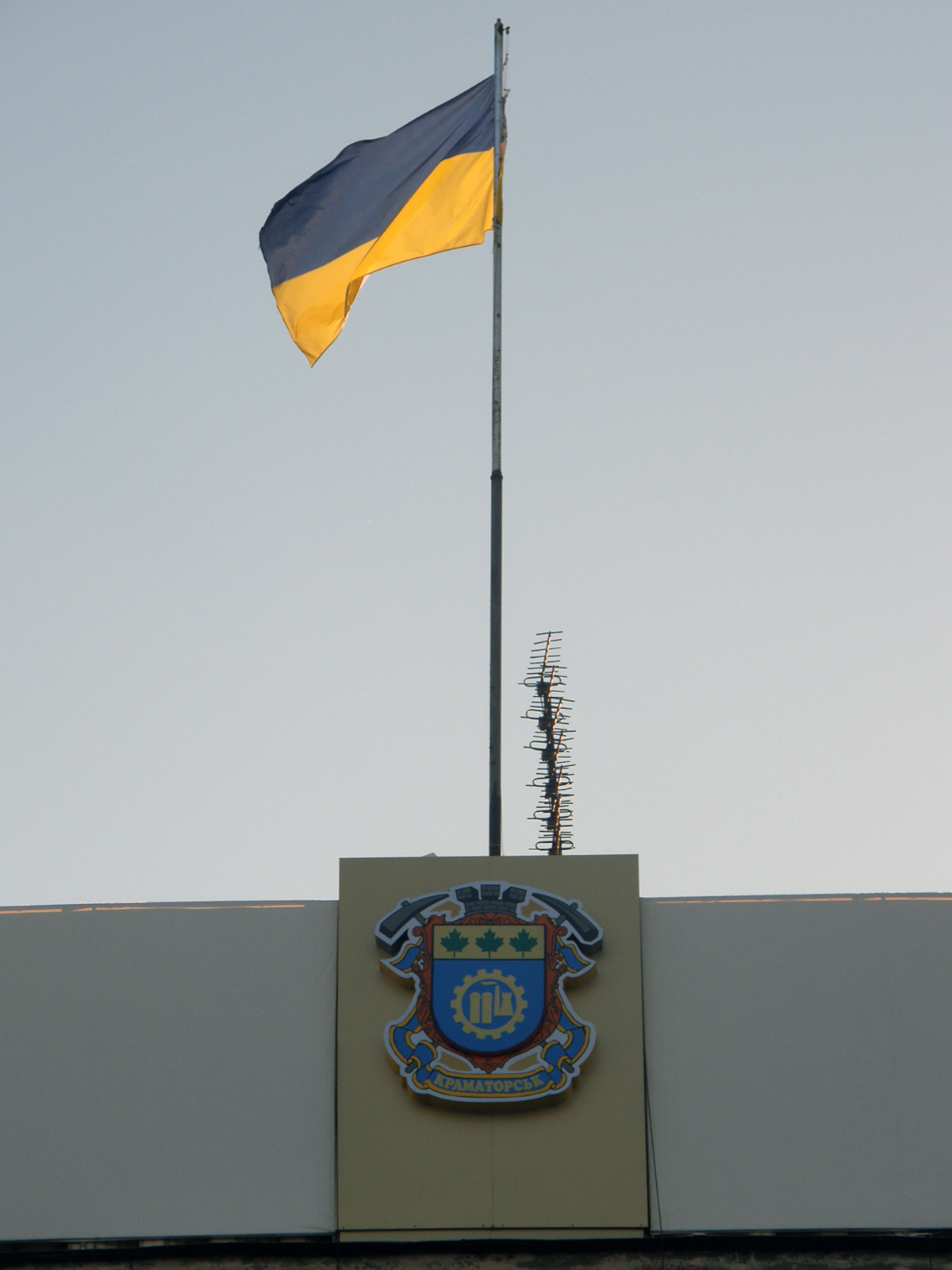
Герб на будинку міської ради
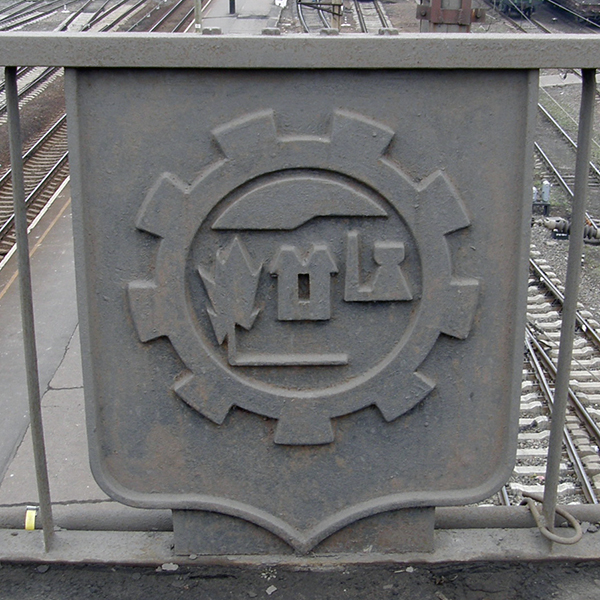
Радянський герб на шляхопроводі
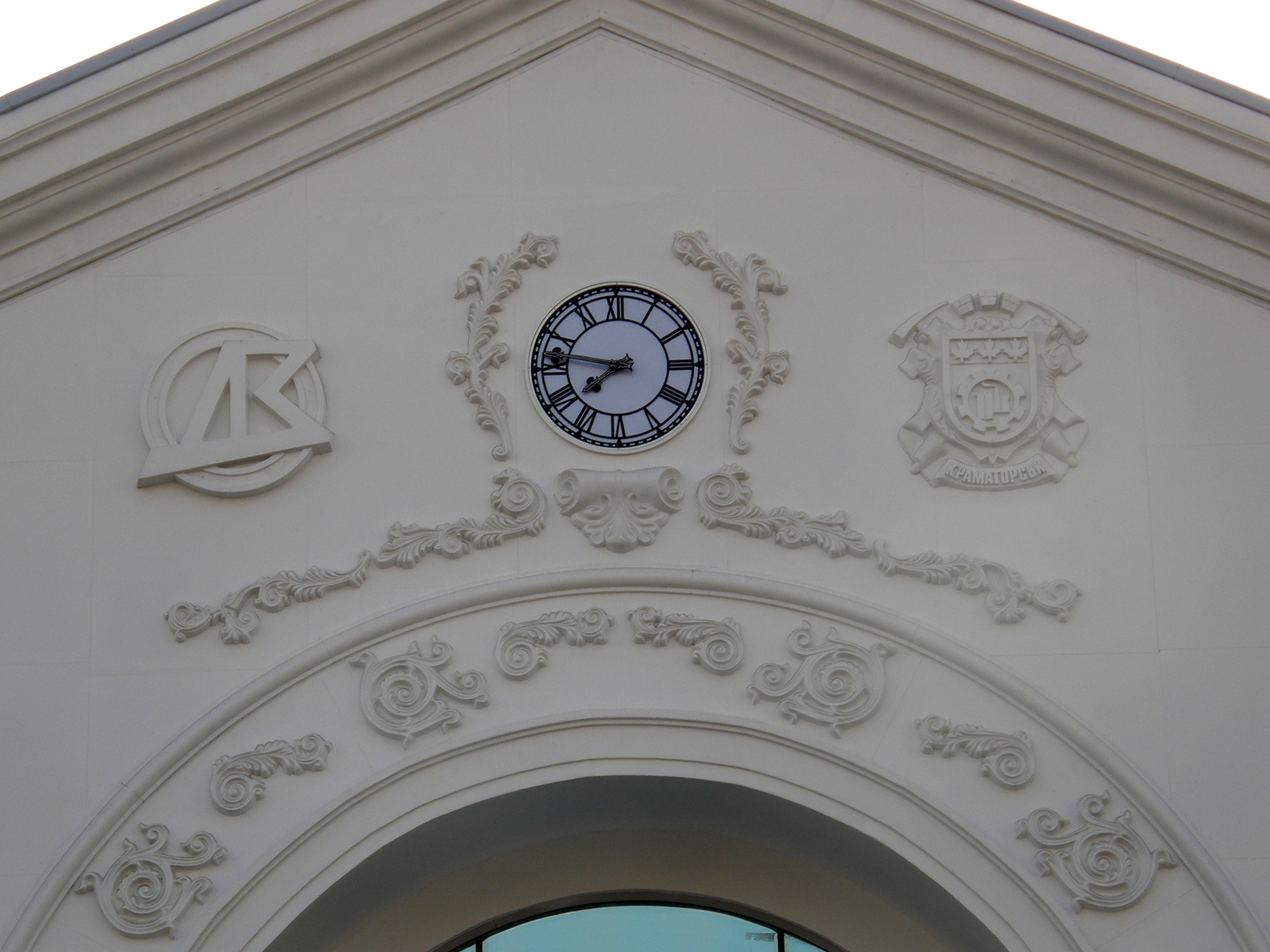
Нерб на вокзалі станції Краматорськ
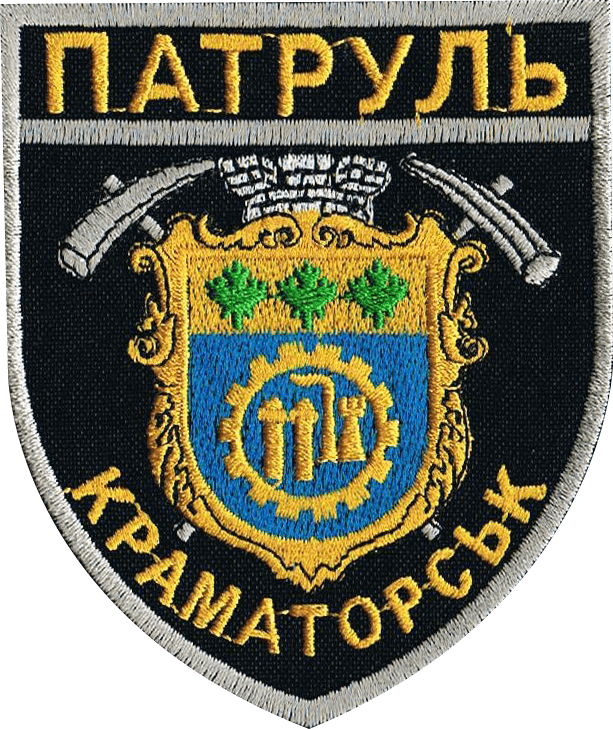
Герб на нарукавному знаку патрульної поліції Краматорська
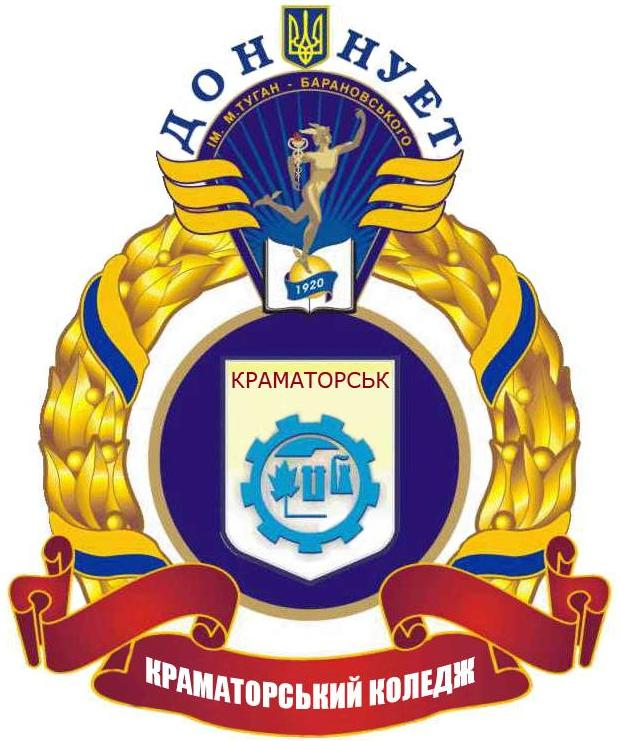
Герб на емблемі ДонНУЕТ